# Gruppenmasturbation
Als Gruppenmasturbation (selten Gruppenmasturbieren, Gruppenselbstbefriedigung; veraltend Gruppenonanie oder Gruppenonanieren; umgangssprachlich Gruppenwichsen, Kreiswichsen) bezeichnet man eine Sexualpraktik, bei der eine Gruppe von meist männlichen Personen einen Kreis bildet und sich selbst oder gegenseitig masturbiert.
Im Englischen wird diese Form der sexuellen Befriedigung in einer Gruppe als group masturbation, seltener group onanism bezeichnet. Der umgangssprachliche Begriff circle jerk („Kreiswichsen“) wird im übertragenen Sinne auch für ein langweiliges oder zeitverschwendendes Treffen oder anderes Ereignis („boring or time-wasting meeting or other event“) verwendet.
Gruppenmasturbation tritt vor allem in der Pubertät (Petting), aber auch im Erwachsenenalter auf, wobei mehr Jungen und Männer als Mädchen und Frauen sie praktizieren; laut Studienergebnissen haben bis zu einem Drittel aller Männer schon einmal zusammen mit einer anderen Person des gleichen Geschlechts masturbiert.

## Beschreibung
Gruppenmasturbation kann sowohl als Form der Selbstbefriedigung im Beisein anderer als auch als gegenseitige Befriedigung mit den anwesenden Teilnehmern stattfinden. Ziel ist es meist, bei sich oder den Partnern durch Berührungen am Penis (möglichst schnell) eine Ejakulation herbeizuführen. Bei vorpubertären Jungen kommt es vorwiegend zum trockenen Orgasmus. Auch das bloße Zusehen, wie sich die Teilnehmer selbst befriedigen, ist eine Art der Gruppenmasturbation. Die sexuelle Erregung wird dabei durch das Dabeisein und Zusehen der anderen hervorgerufen. Bei homo- oder bisexuellen Männern kann die gegenseitige Masturbation auch zum Vorspiel dienen.
Gruppenmasturbation wird auch als eine Art Wettbewerb praktiziert. Dabei gewinnt derjenige, der als Erster, als Letzter oder am weitesten ejakuliert, je nach zuvor vereinbarter Regel.
Bespritzen sich die die Teilnehmer der Gruppenmasturbation gegenseitig mit Sperma, spricht man auch von Bukkake.

## Gruppenmasturbation in Literatur und Film
Günter Grass beschreibt in seiner Novelle Katz und Maus Szenen einer Gruppenmasturbation. In der Geschichte ruht sich eine Clique von Jungen auf dem über Wasser liegenden Deck eines vor Danzig versenkten Minensuchboots aus, woraufhin einige zu masturbieren beginnen und dabei von dem Mädchen Tulla Pokriefke beobachtet werden, das davon erregt wird und immer wieder einzelne Jungen zum Masturbieren auffordert. Die Hauptfigur Mahlke nimmt nicht am Geschehen teil, während alle anderen „jener schon in der Bibel belegten Beschäftigung allein oder – wie es im Beichtspiegel heißt – zu mehreren“ nachgehen. Einmal bittet Tulla Mahlke explizit darum, sich zu masturbieren, und er kommt der Bitte bald nach:

„Einige kurze Bewegungen aus dem rechten Handgelenk heraus, und sein Schwanz stand so sperrig, dass die Eichel aus dem Schatten des Kompasshäuschens herauswuchs und Sonne bekam. Erst als wir alle einen Halbkreis bildeten, reckte sich Mahlkes Stehaufmännchen wieder im Schatten. […] Schilling, der von uns allen den längsten Riemen hatte, musste seinen rausholen, zum Stehen bringen und danebenhalten: Mahlkes war erstens eine Nummer dicker, zweitens um eine Streichholzschachtel länger und sah drittens viel erwachsener gefährlicher anbetungswürdiger aus. Er hatte es uns wieder einmal gezeigt und zeigte es uns gleich darauf noch einmal, indem er sich zweimal nacheinander etwas – wie wir es nannten – von der Palme lockte.“

Schon Sigmund Freud beschrieb die Gruppenmasturbation als Umwandlung der direkten genitalen Libido in sublimierte homosexuelle. Ihren Wert sah er darin, unter Ausschluss der Frauen den sozialen Zusammenhalt zu konservieren.
Die US-amerikanische Sexualaufklärerin Betty Dodson begann 1973 Bodysex Workshops für Frauen zu organisieren, die mehr über ihre eigene Sexualität lernen wollten. Kleine Gruppen von Frauen trafen sich wöchentlich in ihrem Wohnzimmer, entkleideten sich, setzten sich im Kreis, diskutierten, zeigten sich ihre Genitalien und masturbierten voreinander, auch mit Vibrator. Es sollte Frauen helfen, sexuelle Hemmungen und Schuldgefühle abzulegen. Mindestens einmal organisierte sie auch einen gleichartigen Workshop für Männer.
Im Film Crazy aus dem Jahr 2000 wird der Protagonist Benjamin von seinen neuen Internatsfreunden zum gemeinsamen Masturbieren auf einen Keks („Kekswichsen“) eingeladen und verliert, da er beim Ejakulieren die Augen zukneift und den in der Mitte befindlichen Keks mit seinem Sperma nicht trifft.
Auch in Frühlings Erwachen von Frank Wedekind wird eine Gruppenmasturbation demonstriert. In der 4. Szene des 3. Aktes versuchen junge Männer auf dem Korridor einer Korrektionsanstalt im Stehen mit ihrem Ejakulat ein am Boden liegendes Zwanzigpfennigstück zu treffen. Der Gewinner darf die Münze an sich nehmen.